# Fritjof Hillén
Elof Fritjof Valentin Hillén (Göteborg, 19 maggio 1893 – Göteborg, 7 novembre 1977) è stato un calciatore svedese, di ruolo difensore.

## Carriera
Con la sua Nazionale partecipò ai Giochi olimpici del 1920 e del 1924, in quest'ultima occasione conquistò la medaglia di bronzo.